# Carinodes abjectus
Carinodes abjectus là một loài tò vò trong họ Ichneumonidae.